# Jalamah (Syria)
Jalamah, cũng đánh vần như Djélémé hoặc Jalmé (tiếng Ả Rập: جلمة; tiếng Kurd: Celemê; tiếng Thổ Nhĩ Kỳ: Çeleme) là một thị trấn ở phía bắc Syria nằm ở quận Afrin. Nó nằm ở rìa phía nam của đồng bằng Afrin, 60 kilômét (37 mi) về phía tây bắc bằng đường bộ từ Aleppo và 19 kilômét (12 mi) phía tây nam Afrin. Các địa phương gần đó bao gồm Jandairis ở phía tây bắc, Askê ở phía đông và Afrin ở phía đông bắc. Vào ngày 11 tháng 3 năm 2018, thị trấn nằm dưới sự kiểm soát của Quân đội Syria Tự do do Thổ Nhĩ Kỳ hậu thuẫn.